# 슐레겔청개구리
슐레겔개구리(학명: Zhangixalus schlegelii)는 산청개구리과 산청개구리속에 속하는 개구리의 일종으로, 일본의 혼슈·시코쿠·규슈 등지에 서식한다. 독일 동물학자이자 박물학자인 헤르만 슐레겔의 성에서 학명을 따왔기 때문에 슐레겔청개구리라고 부른다.